# Немец, Ярослав Осипович
Ярослав (Павел) Осипович Немец (чеш. Jaroslav Němec; 2 октября 1842, Прага, Австрийская империя — 30 ноября 1898, Прага, Австро-Венгерская империя) — педагог, ученый-помолог, общественный деятель, младший сын чешской писательницы Божены Немцовой (чеш. Božena Němcová ).

## Биография

### Детство и молодые годы
Родился в семье политического деятеля Осипа Немеца (чеш. Josef Němec) и чешской писательницы Божены Немцовой. Он был четвертым ребенком в семье (Генек (чеш. Hynek), Карел (чеш. Karel ), Теодора (чеш. Theodora), Ярослав (чеш. Jaroslav)). C ранних лет имел незаурядные способности к рисованию, поэтому мать всячески поощряла его к художественной деятельности. В 1860 г. поступил в Королевскую Баварскую Академию изящных искусств в Мюнхене для изучения академической живописи.

### Переезд в Российскую империю. Педагогическая деятельность
Однако после смерти матери финансовая поддержка Ярослава прекратилась, поэтому закончить полный курс академии ему не удалось.
Выехал в Одессу (Российская империя), где сдал экзамен на звание учителя и работал частным учителем рисования, подрабатывая в фотомастерских фотографом и ретушером. В 1870 г. поступил на службу в Одесскую общественную Мариинскую гимназию на должность учителя чистописания, позднее –  в Одесское реальное училище.
К этому периоду жизни относятся первые опубликованные работы Я. Немеца. Он подготовил к печати методическое пособие, посвященное моделированию из гипса, за что был награжден орденом св. Станислава 3 ст. и денежной премией от дирекции училища в размере 200 руб. В течение еще нескольких лет Я. Немец подает Главному управляющему Министерства народного просвещения свои методические работы «Перспективное рисования геометрических форм» (дважды переиздавалась) и «Школа элементарного рисования», за что в 1881 г. получил премию от министерства в размере 300 руб. и предложение занять должность инспектора Одесского реального училища, а впоследствии назначен исполняющим обязанности директора этого же учебного заведения.
Неоднократно отмечен благодарностями министерства просвещения. Имел ранг статского советника. В 1887 г.. «За особые заслуги и образцовую службу» награжден орденом св. Анны 3 ст. В 1889 г. его переводят на должность директора Ровенского реального училища (г. Ровно, Волынская губерния). За образцовый прием императора Александра III был лично награжден именным перстнем с бриллиантами. Переведен в 1890 г. на должность созданного Винницкого реального училища (г. Винница, Подольская губерния).
Ярослав Немец отвечал за организацию обустройства учебного заведения, налаживание образовательно-воспитательного процесса. За девятилетний срок, в течение которого Ярослав Осипович был директором, было достроено к основному корпусу еще одно крыло с учебными комнатами, построено во дворе учебного заведения двухэтажный дом для квартир администрации и преподавателей. Училище имело физический, математический кабинеты, открыт гимнастический зал, столярную и слесарную мастерские, построено домовую церковь.
Сам он продолжал преподавать рисование и черчение, инициировав создание высококлассной художественной студии. Сначала курс преподавания в училище был рассчитан на шесть лет, но благодаря ходатайству Ярослава Осиповича, уже после его смерти в 1899 г. был открыт еще дополнительный седьмой класс, в котором учеников готовили к поступлению в технические высшие учебные заведения.
Винницкое реальное училище, функционировавшее тридцать лет (1890-1920) стало центром не только образования в г. Виннице, но и научной, культурной, спортивной и общественной жизни региона. Я. Немцу удалось объединить под своим руководством чрезвычайно интеллектуально мощный педагогический коллектив.

## Научная деятельность
В свой винницкий период (1890-1898) жизни заложил опытный сад в имении жены и показательный сад на землях реального училища. Там же устроил метеорологическую станцию. В своем опытном саду совершенствовал приемы ягодного виноделия, проводил опыты с акклиматизацией новых для подольского региона растений, полученных из разных уголков мира от выдающихся помологов, с которыми он вел оживленную переписку. Разводил путем прививки в небольших питомниках новые сорта яблонь, груш, персиков, слив. Этот опытный сад стал своего рода исследовательской станцией, где он изучал до 700 сортов яблони и груши и 300 сортов сливы, вишни и черешни, из которых около 60 американских. Проводил изучение некоторых сортов для дальнейшего их промышленного применения, как на украинских землях, так и в условиях северных широт.
По словам известного тогдашнего специалиста по садоводству Николая Кучинова, который подробно обследовал эту отрасль в целом в Российской империи и Подольской губернии в частности, сад Немца мог похвастаться и многими уникальными сортами, разведёнными самим владельцем. Поражает не только их количество, но и поэтичность названий: «Мадам Немец», «Восхищение Богемией», «Абондандт», «Ранний Риверса», «Айвенго», «Найденыш Гогензатема» и многие другие.
Признание ученого в научных кругах произошло после его участия в Международной выставке плодоводства, проходившей в 1894 г в Санкт-Петербурге. Его достижения по акклиматизации сортов плодовых деревьев были отмечены серебряной медалью. А правление Императорского Российского Общества плодоводства, которое инициировало выставку, дополнительно присудило диплом золотого образца за новые сорта крыжовника, выведенные из семян, а за ягодные вина – большую серебряную медаль.

## Публицистическая деятельность
Был местным корреспондентом от Подольской губернии в журнале «Плодоводство», издаваемое Императорским Российским Обществом плодоводства. Его публикации всколыхнули интерес подольских хозяев и неравнодушной общественности к проблемам садоводства и переработки продукции. Согласно его рекомендаций дело по изучению сбыта и переработки садово-огородных культур продолжалась на базе Подольского общества сельского хозяйства и сельскохозяйственной продукции, которое было открыто в 1898 г. и Подольским земельным отделом.

### «Промышленное плодоводство в Северной Америке»
В 1895 г. – Министерство земледелия и государственных имуществ Российской империи поручило Ярославу Немцу организацию экспедиции для детального анализа достижений помологической дела на американском континенте. Делегирование Ярослава Осиповича в США было не случайным, ведь его научные интересы охватывали изучение американских сортовых новинок и проблем переработки фруктов и ягод, о чем свидетельствуют соответствующие статьи на страницах периодических профессиональных изданий.
Трехмесячная командировка подкосила здоровье исследователя, но, несмотря на болезни, Я. О. Немец подготовил масштабный отчет – «Промышленное плодоводство в Северной Америке», который вышел в середине лета 1898 объемом 400 страниц с 233 авторскими рисунками. В своей рецензии Н. Кучинов, отмечал, что этот труд заслуживает особого внимания отечественных плодовод, ведь профессиональная литература Западной Европы не имела аналогов подобного уровня.
В своей монографии Я. Немец проанализировал состояние плодоводства в Соединенных Штатах Америки и Канаде, развитие которого в то время достигло значительного уровня. Поражает четкость рисунков и подробное их описание. Книга состоит из 15 глав по плодоводству и отдельной главы, посвященной огородным растениям и бахчевых культурам. Автор исследует образовательные и научно-исследовательские учреждения по садоводству, общественные объединения, государственные органы, отраслевые печатные издания и выставки. Значительное внимание посвятил профильным торгово-садовым заведениям, питомникам и семенным хозяйствам. Отдельно рассматриваются вопросы организации сбора, упаковки, продажи плодов, производству плодовых консервов.
Научная работа поражала современников не только глубиной специальных отраслевых знаний, но и масштабностью обобщений и анализом экономических процессов в сельском хозяйстве Америки по сравнению с Российской империей. Мгновенная продажа двухтысячного тиража заставило министерство земледелия издать эту работу повторно уже в следующем году.

## Смерть
В октябре 1898 Ярослав Немец выезжает в Берлин, где должен был получить курс лечения по причине болезни глаз, от которой он страдал еще со времен поездки в Америку. Однако, остановившись в Праге для свидания с близкими, он заболел воспалением легких и был госпитализирован в больницу, где скончался 18 ноября 1898. Похоронен на Вышеградском кладбище рядом со своей матерью.

## Семья
Мария Павловна Немец (Богуславская) – жена, некоторое время продолжала дело своего мужа, участвуя в местных выставках и популяризируя исследования ученого на подольских землях.
Собственных детей не было.
Вячеслав (Ярослав) Павлович Немец (1871-1920), племянник, внебрачный сын старшего брата Карла. В раннем возрасте был отправлен к Ярославу Осиповичу в Российскую империю на воспитание. Садовник по образованию, сопровождал своего дядю во время командировки в Америку. Продолжал дело дяди в Виннице.

## Научные работы
- Немец Я.О. Перспективное рисование геометрических форм. Одесса, 1876. 87 с.: с илл.; 2-е изд. Одесса, 1877. 85 с.
- Немец Я.О. Несколько новых смородин. Вестник садоводства, плодоводства и огородничества. 1889. № 7/9 (июль-август). С. 344–348;
- Немец Я. Груша Идаго. Плодоводство. 1890. № 2. С. 79–82;
- Немец Я. Американские новинки. Принцесса Луиза. Ранняя Вильдера. Плодоводство. 1890. № 12. С. 563–564; 1897. № 3. С. 107;
- Немец Я.О. Японская слива Кельси. Вестник садоводства, плодоводства и огородничества. 1891. № 1. С. 15–19;
- Немец Я.О. Яблоки русские в Америке (кор.). Плодоводство. 1892. № 4. С. 197; 1893. № 1. С. 51, 557;
- Немец Я.О. Сушка плодов и ягод. Практическая и дешевая. Плодоводство. 1893. № 5. С. 256; 1898. № 12. С. 832.;
- Немец Я.О. Заметки о ягодном виноделии. Плодоводство. 1896. № 4. С. 203;
- Немец Я.О. О северо-американских яблоках. Плодоводство. 1897. № 2. С. 102;
- Немец Я. К вопросу о борьбе с вредными насекомыми. Плодоводство. 1898. № 6. С.  398–401;
- Немец Я.О. Заметки о некоторых новых сортах. Ванильная. Плодоводство. 1898. № 8. С. 473;
- Немец Я.О. Об американском плодоводстве. Плодоводство. 1889. № 8. С. 425
- Немец Я.О. Английский крыжовник. Вестник садоводства, плодоводства и огородничества. 1889. № 9 (сентябрь). С. 394–406;
- Немец Я.О. Письменный ящик. Вестник садоводства, плодоводства и огородничества. 1889. № 9 (сентябрь). С. 432.
- Немец Я. Промышленное плодоводство в Северной Америке. Санкт-Петербург, 1898. 388 с. с илл, 1 л. карт.